# Kursvagn
En kursvagn är en järnvägsvagn som växlas mellan tåg för att till slut hamna på avsedd destination. En resenär kan då stanna i sin vagn. 
Detta är mer sällsynt numera, delvis på grund av konkurrens från flyget som tagit över långväga resor. Vissa nattåg i Sverige och Tyskland delas fortfarande upp i två eller tre och har olika destinationer, eller samlas upp i andra riktningen. 
Exempel från 2013: Tågen Göteborg-Storlien och Göteborg-Luleå går hopkopplade Göteborg-Sundsvall.. Tågen från Köpenhamn med destination Amsterdam, Basel och Prag går hopkopplade till Hamburg.